# 막스 베르크

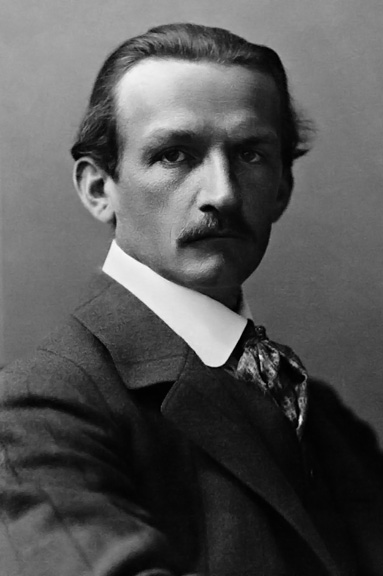
막스 베르크

막스 파울 에두아르트 베르크(독일어: Max Paul Eduard Berg, 1870년 4월 17일~1947년 1월 22일)는 독일의 건축가이자 도시 계획가이다. 주요 작품은 1911년과 1913년 사이에 지어진 백주년관이다. 이 건물은 2006년 유네스코 세계문화유산으로 지정되었다.